# Turčiansky Ďur
Turčiansky Ďur (in ungherese Turócszentgyörgy, in tedesco Sankt Georg) è un comune della Slovacchia facente parte del distretto di Martin, nella regione di Žilina.